# Boris Novković
Boris Novković (Sarajevo, Bosnia-Herzegovina; 25 de diciembre de 1967) es un compositor y cantante bosnio con una extensa carrera musical en Croacia.

## Biografía
Su interés por el mundo de la música comenzó desde muy pequeño, gracias a la influencia familiar ya que su madre enseñaba música en una escuela y su padre, Đorđe Novković, era un importante compositor y representante musical. Publicó su primer álbum en 1986 bajo el nombre Kuda Idu Izgubljene Djevojke alcanzando la venta de 120.000 copias, siendo superado por las ventas de su segunda trabajo Jači od sudbine un año más tarde.
En 1990 intentaría representar a la extinta Yugoslavia con el tema "Dajana", pero solo consiguió la segunda posición en la preselección nacional. Aun así, esta posición le permitió acudir al festival internacional celebrado en Kuala Lumpur, Malasia. Hasta 2003 publicó 7 nuevos trabajos, pero ninguno de sus trabajos alcanzaría la popularidad de los realizados en los últimos años de los '80.
En 2005, y esta vez en la preselección de Croacia, conseguiría su billete para participar en Eurovisión. Con su tema "Vukovi Umiru Sami" ("Los Lobos Mueren Solos") y junto a la colaboración de la banda Lado obtendría la primera posición, desbancando a artistas de gran reconocimiento en el país tales como Vesna Pisarović o Goran Karan.
Consiguiéndose clasificar en la semifinal celebrada en Kiev, tuvo la oportunidad de participar en la gran final de Eurovisión 2005. Allí, alcanzaría la undécima posición con la canción "Vukovi umiru sami".